# 神田区
神田区（かんだく、旧字体：神󠄀田區）
は、東京府東京市（後に東京都）にかつて存在した区である。1878年（明治11年）から1947年（昭和22年）までの期間（東京15区及び35区の時代）に存在した。現在の千代田区の一部。

## 地理
東京都の東に位置した。北に神田川が、南東に日本橋川が位置し、東京都電車が、区の全域を走る。

### 隣接していた自治体
- 東京都
  - 本郷区、下谷区、浅草区、日本橋区、麹町区

## 歴史
区名の由来は、神田による。

### 沿革

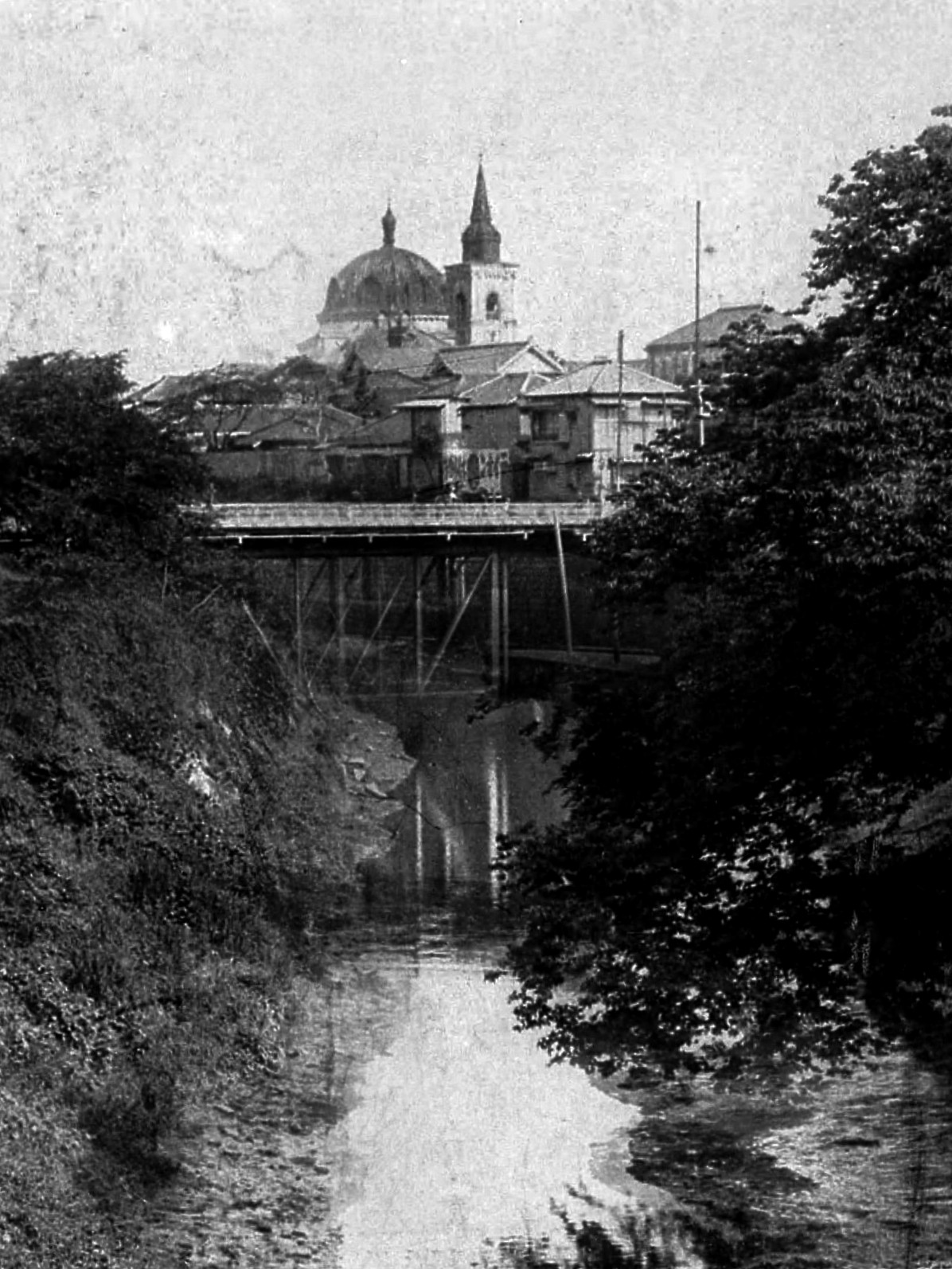
ニコライ堂

- 1878年（明治11年）11月2日 - 郡区町村編制法施行により、以下の区域をもって東京府神田区が置かれる[注釈 1]区務所は小川町1番地（小川女子学校跡）に置き、11月4日に開庁し事務を開始する[注釈 1]。
後に、神田橋そば（後の東京府高等女学校）へ移転し、区役所へ改称した後、錦町二丁目2番地へ移転する[2]。
  - 現存する町丁（区域が若干異なる場合もあり。●は現在「神田」の冠称がつく）
    - 神田相生町、神田和泉町、神田紺屋町、神田佐久間町一丁目、神田佐久間町二丁目、神田佐久間町三丁目、神田佐久間町四丁目（二 - 四丁目の一部は現神田佐久間河岸）、神田多町二丁目（旧一丁目も含む）、神田富山町、神田錦町一丁目、神田錦町二丁目、神田錦町三丁目、神田花岡町、神田平河町、神田松永町、神田美土代町（旧三丁目、四丁目の一部の区域のみ現存）、●淡路町一丁目、●淡路町二丁目、●小川町、●鍛冶町、●北乗物町、●西福田町、●東紺屋町、●東松下町、●美倉町、●猿楽町一丁目、●猿楽町二丁目、●猿楽町三丁目（一丁目、二丁目に再編）、●三崎町一丁目、●三崎町二丁目、●三崎町三丁目

  - 現存しない町丁
    - 一ツ橋通町（現一ツ橋二丁目）
    - 南神保町、北神保町、裏神保町、今川小路一丁目、今川小路二丁目（現神田神保町）
    - 表神保町（現神田神保町、神田小川町）
    - 西小川町一丁目、西小川町二丁目（現西神田）
    - 中猿楽町、裏猿楽町（現神田猿楽町）
    - 猿楽町（丁目なし）、中猿楽町、今川小路三丁目（現神田神保町、西神田）
    - 駿河台南甲賀町、駿河台北甲賀町、駿河台袋町、駿河台東紅梅町、駿河台西紅梅町、駿河台鈴木町（現神田駿河台）
    - 三河町三丁目、三河町四丁目、神田関口町（現神田司町二丁目）
    - 神田佐柄木町（現神田小川町、淡路町、神田司町二丁目）
    - 雉子町（現神田小川町、神田司町二丁目）
    - 神田新銀町（現内神田、神田司町二丁目）
    - 神田松下町、神田蝋燭町、神田竪大工町、美土代町一丁目、美土代町二丁目、三河町一丁目、三河町二丁目、皆川町、永富町、旭町（現内神田）
    - 神田塗師町、神田上白壁町、神田鍋町、神田下白壁町、神田黒門町、松田町、南乗物町、西今川町、千代田町、新石町（現鍛冶町）
    - 神田小柳町、神田平永町、神田元柳原町、神田柳町、連雀町、須田町、通新石町（現神田須田町）
    - 神田松枝町、神田大和町、神田材木町、岩本町、東今川町、東福田町、元岩井町、東龍閑町（現岩本町、神田岩本町）
    - 神田久右衛門町、神田富松町、神田元久右衛門町一丁目、神田元久右衛門町二丁目、神田八名川町、神田餌鳥町、橋本町一丁目、橋本町二丁目、橋本町三丁目、江川町、豊島町（現東神田）
    - 神田花房町、神田花田町、神田仲町一丁目、神田仲町二丁目、神田旅籠町一丁目、神田旅籠町二丁目、神田旅籠町三丁目、神田山本町、神田栄町、神田元佐久間町、神田亀住町、神田松富町、神田末広町、神田五軒町、神田宮本町、神田同朋町、神田台所町、松住町、金沢町、田代町（現外神田）
- 1881年（明治14年）1月26日 - 松枝大火が発生、神田区に限らず、日本橋区、本所区、深川区など、約42万1,400平方メートルが焼失した[3]。
- 1882年（明治15年）11月 - 専修学校（現在の専修大学）が中猿楽町に移転する。
- 1885年（明治18年）
  - 7月 - 専修学校が今川小路二丁目へ移転する。
  - 9月10日 - 英吉利法律学校（現在の中央大学）が、神田錦町に開校する。
- 1886年（明治19年）12月 - 明治法律学校（現在の明治大学）が、神田駿河台南甲賀町11に移転する。
- 1887年（明治20年）2月 - 共立女子職業学校（現在の共立女子大学）が、神田一ツ橋へ移転する。
- 1889年（明治22年）5月1日 - 市制施行により、東京府東京市神田区となる。
- 1890年（明治23年）11月1日 - 秋葉原駅が開業する。
- 1891年（明治24年）3月8日 - ニコライ堂完成。
- 1892年（明治25年）4月10日 - 猿楽大火が発生し[4]、区役所を焼失する[2]。4200戸が焼失[5]。
焼失後に区役所は、淡路町二丁目1番地（小川女学校所在）へ移転し、さらに柳原河岸第11号地へ移転した[2]。
- 1894年（明治27年） - 区役所を新築する[2]。
- 1895年（明治28年）
  - 9月 - 区役所が錦町二丁目2番地に移転する[2]。
  - 10月 - 日本法律学校（現在の日本大学）が一ツ橋通町に移転する。
- 1896年（明治29年）6月 - 日本法律学校が三崎町へ移転する。
- 1897年（明治30年）4月22日 - 高等商業学校附属外国語学校（現在の東京外国語大学）が、設置される。
- 1904年（明治37年）12月31日 - 御茶ノ水駅が開業する。
- 1906年（明治39年）9月24日 - 水道橋駅が開業する。
- 1907年（明治40年）9月11日 - 電機学校（現在の東京電機大学）が、開校する。
- 1908年（明治41年）4月19日 - 昌平橋駅が開業する。
- 1912年（明治45年）4月1日 - 万世橋駅が開業する。
- 1913年（大正2年）2月20日 - 三崎大火が発生する[4]。
- 1919年（大正8年）3月1日 - 神田駅が開業する。
- 1923年（大正12年）9月1日 - 関東大震災によりほぼ全滅。
- 時期不明 - 麹町区飯田町二丁目、飯田町四丁目の各一部を編入（現神田神保町）。
- 時期不明 - 三崎町三丁目の一部を麹町区に編入（現飯田橋）。
- 1926年（大正15年）8月30日 - 中央大学が錦町から駿河台南甲賀町6に移転する。
- 1930年（昭和5年）1月1日 - 末広町駅が開業する。
- 1936年（昭和11年）4月25日 - 鉄道博物館（現在の交通博物館）が、万世橋駅舎跡地へ移転する。
- 1943年（昭和18年）
  - 7月1日 - 東京都制施行により、東京都神田区となる。
  - 下谷区から練塀町の一部を編入（現神田練塀町）。松永町の一部を下谷区に編入。
- 1947年（昭和22年）3月15日 - 特別区への移行のため、麹町区および神田区の区域をもって千代田区が発足[6]。
  - 旧神田区の町名には「神田」が冠称された。また、千代田区発足後は神田区役所庁舎が暫定的に千代田区役所本庁舎として利用され、1955年(昭和30年)に九段南の新庁舎竣工まで利用された。その後旧神田区役所庁舎跡地には1968年(昭和43年)に前述の東京電機大学神田キャンパスの7号館が建てられ、2012年の大学移転まで利用された。現在はKANDA SQUAREが建っている。

## 行政
歴代区長は、歴代区長一覧 - 東京都 (PDF) の神田区の項を参照
- 初代区長 澤簡徳

## 地域

### 教育
- 東京商科大学（のちの一橋大学）
- 専修大学
- 中央大学
- 日本大学
- 明治大学
- 東京外国語学校（のちの東京外国語大学）
- 東京物理学校（のちの東京理科大学）
- 電機学校（のちの東京電機大学）
- 共立女子専門学校（のちの共立女子大学）
- 電機第一工業学校
- 電機第二工業学校
- 神田高等女学校
- 三輪田高等女学校
- 都立今川高等女学校
- 都立一橋実践女学校
- 錦城商業学校
- 正則商業学校
- 順天商業学校
- 正則学園中学校
- 順天中学校
- 昌平中学校
- 錦城中学校
- 西神田国民学校 - 現在の千代田区立お茶の水小学校
- 錦華国民学校 - 現在の千代田区立お茶の水小学校
- 小川国民学校 - 現在の千代田区立お茶の水小学校
- 芳林国民学校 - 現在の千代田区立昌平小学校
- 淡路国民学校 - 現在の千代田区立昌平小学校
- 千桜国民学校 - 現在の千代田区立千代田小学校
- 神田国民学校 - 現在の千代田区立千代田小学校
- 永田町国民学校 - 現在の千代田区立麹町小学校
- 一橋国民学校

## 交通

### 鉄道路線
- 日本国有鉄道（現JR東日本）
  - 東北本線、山手線、京浜東北線
    - 神田駅 - 秋葉原駅

  - 中央本線
    - 神田駅 - 万世橋駅（廃駅） - 昌平橋駅（廃駅） - 御茶ノ水駅 - 水道橋駅

  - 総武本線
    - 御茶ノ水駅 - 秋葉原駅
- 東京地下鉄道（→帝都高速度交通営団、現東京メトロ）
  - 東京地下鉄道線（個別の線名なし； 現銀座線）
    - 神田駅 - 万世橋仮駅（廃駅） - 末広町駅
- 東京都交通局
  - 東京都電車
    - 本通線:今川橋 - 神田駅前 - 須田町
    - 両国橋線:小川町 - 淡路町 - 須田町 - 岩本町 - 豊島町
    - 神田橋線:神田橋 - 美土代町 - 小川町
    - 和泉橋線:岩井町 - 岩本町 - 和泉橋
    - 御茶ノ水線:松住町 - 万世橋
    - 水道橋線:鎌倉河岸 - 神田橋 - 錦町河岸 - 一ツ橋 - 神保町 - 三崎町
    - 九段線:小川町 - 駿河台下 - 神保町 - 専修大学前
    - 上野線:須田町 - 万世橋 - 旅籠町 - 末広町

東京メトロ丸ノ内線、日比谷線、都営地下鉄三田線、首都圏新都市鉄道つくばエクスプレスは未開通。また岩本町駅（都営新宿線）、神保町駅（東京メトロ半蔵門線・都営新宿線・都営三田線）、淡路町駅（東京メトロ丸ノ内線）、小川町駅（都営新宿線）、新御茶ノ水駅（東京メトロ千代田線）は開業していなかった。

## 名所・旧跡・観光スポット・祭事・催事
- 神田明神（神田神社）
- 学士会館
- ニコライ堂
- 聖橋 - 昌平橋 - 万世橋
- 一ツ橋

## 出身有名人
現千代田区の出身有名人については千代田区を参照
- 貞明皇后 - 皇后
- 柳川喜郎 - 政治家
- 土屋正忠 - 政治家
- 稲葉大和 - 政治家、衆議院議員
- 斉藤一雄 - 政治家、衆議院議員
- 原文兵衛 - 政治家、参議院議長
- 長洲一二 - 政治家、神奈川県知事
- 塩野季彦 - 政治家、法曹
- 湯河元威 - 農商務官僚、教育者
- 野間恒 - 大日本雄弁会講談社第2代社長、剣道家
- 笠間杲雄 - 外交官
- 橋本清之助 - 政治運動家
- 石川忠雄 - 歴史家
- 伊藤達二 - 実業家
- 片岡直方 - 実業家、政治家
- 倉田隆文 - 実業家
- 遠山景久 - 実業家
- 竹田米吉 - 建築家、実業家、著作家
- 桜井小太郎 - 建築家
- 内井昭蔵 - 建築家
- 今井金吾 - ジャーナリスト、文筆家、江戸・街道研究家
- 江口清 - フランス文学翻訳者
- 小松芳喬 - 社会経済史学者
- 小林孝輔 - 憲法学者
- 福田徳三 - 経済学者
- 田辺健一 - 地理学者
- 柴田雄次 - 化学者
- 戸坂潤 - 哲学者
- 鈴木信太郎 - フランス文学者
- 高橋義孝 - ドイツ文学者
- 時枝誠記 - 言語学者
- 渡辺武 - 言語学者
- 長與又郎 - 病理学者
- 佐野公俊 - 医学者、脳神経外科医
- 服部広太郎 - 生物学者
- 原田淑人 - 考古学者
- 坊城俊民 - 日本文学研究者
- 物集高量 - 国文学者、作家
- 山田美妙 - 小説家
- 永井龍男 - 小説家、随筆家、編集者、文化勲章受章者
- 村山知義 - 小説家、画家、デザイナー、劇作家、演出家、舞台装置家、ダンサー
- 足立巻一 - 小説家、詩人、エッセイスト
- 正岡容 - 作家
- 中勘助 - 作家、詩人
- 清見陸郎 - 作家、編集者、劇作家
- 室町京之介 - 演芸作家、浪曲作家、香具師
- 山尾三省 - 詩人、落語・寄席研究家
- 加島祥造 - 詩人、翻訳家、タオイスト、墨彩画家
- 水原秋桜子 - 俳人、医学博士
- 鈴木しづ子 - 俳人
- 筒井敬介 - 児童文学作家
- 松谷みよ子 - 児童文学作家
- 小林秀雄 - 文芸評論家
- 山根銀二 - 音楽評論家
- 黒田恭一 - 音楽評論家
- 宇野利泰 - 翻訳家
- 池田蕉園 - 日本画家
- 鏑木清方 - 日本画家
- 桑沢洋子 - デザイナー、ファッションデザイナー、デザイン教育者
- 堀内敬三 - 作曲家、作詞家、訳詞家、音楽評論家
- 服部正 - 作曲家
- 柴田南雄 - 作曲家、音楽評論家、音楽学者
- 東儀哲三郎 - 作曲家、ヴァイオリニスト
- 秋山庄太郎 - 写真家
- 宮薗千寿（4代目） - 人間国宝
- 村上信夫 - 調理師
- 辰巳浜子 - 主婦、料理研究家
- 松旭斎天勝 - 奇術師
- 梅野泰靖 - 俳優
- 岡田時彦 - 俳優
- 佐野周二 - 俳優
- 阪東妻三郎 - 俳優
- 吉頂寺晃 - 俳優
- 正邦宏 - 俳優
- 島田嘉七 - 俳優
- 川田弘道 - 俳優
- 東屋三郎 - 俳優
- 清水元 - 俳優
- 藤村有弘 - 俳優、声優
- 水島亮太郎 - 俳優、映画監督
- 坂東好太郎 - 歌舞伎俳優、映画俳優
- 山本晋也 - 映画監督、タレント、俳優、リポーター
- 渡辺文雄 - 俳優、タレント、エッセイスト
- 浅丘ルリ子 - 女優
- 浅香光代 - 女優
- 荒木道子 - 女優
- 一の宮あつ子 - 女優
- 三好栄子 - 女優
- 野村昭子 - 女優
- 川島奈美子 - 女優
- 清川虹子 - 女優
- 鈴木歌子 - 女優
- 鈴木光枝 - 女優
- 志賀眞津子 - 女優
- 井川邦子 - 女優
- 酒井米子 - 女優
- 星由里子 -女優
- 樹木希林 -女優
- 山本安英 - 新劇女優
- 田中路子 - 女優、声楽家
- 加賀まりこ - 女優、司会者
- 井口小夜子 - 歌手
- 楠トシエ - 歌手、女優、声優
- 天津乙女 - 宝塚歌劇団団員
- 雲野かよ子 - 元宝塚少女歌劇団月組主演娘役
- 田谷力三 - オペラ歌手
- 稀音家浄観 - 長唄
- 三味線豊吉 - 三味線奏者
- 白木秀雄 - ジャズ・ドラマー
- 古今亭志ん生 - 落語家
- 柳家金三 - 落語家
- 五所平之助 - 映画監督
- 島津保次郎 - 映画監督
- 村田実 - 映画監督
- 赤坂長義 - 脚本家、映画監督、テレビドラマの演出家、著述家、大学教官
- 大久保忠素 - 映画監督、脚本家、映画プロデューサー
- 瀬川昌治 - 映画監督、脚本家、舞台演出家
- 伊藤熹朔 - 舞台美術家、美術監督
- 高木徳子 - ダンサー
- 高林恒夫 - プロ野球選手
- 保田隆芳 - 騎手
- 杉下茂 - 野球解説者
- 横山謙三 - サッカー指導者
- 阿部定 - 阿部定事件犯人
- 杉田敏 - 企業家
- 藤原肇 - 評論家
- 高橋一男 - プロボクサー
- 石井好子 - シャンソン歌手、エッセイスト、実業家
- 木俣堯喬 - 映画監督